# Фолькемон
Фолькемо́н (фр. Faulquemont) — коммуна во французском департаменте Мозель региона Лотарингия. Центр и самый крупный город одноимённого кантона.

## Географическое положение
Фолькемон расположен в 32 км к северо-востоку от Меца. Соседние коммуны: Триттлен-Редлаш на севере, Тетен-сюр-Нье на северо-востоке, Понпьер на востоке, Валь-ле-Фолькемон и Геслен-Эмерен на юго-востоке, Аделанж на юге, Менвиллер на юго-западе, Эльванж, Флетранж и Креанж на северо-западе.

## История
- В романский период это был центр гончарного производства.
- Фолькемон входил в епископат Меца в XI веке, в XV веке перешёл герцогству Лотарингия.
- В 1590 году подвергся осаде мозельцев.
- В 1634 году замок был разрушен по приказу кардинала Ришельё.
- В XVII веке был создан маркизат де Фолькемон в пользу рода Аррокур.
- В 1766 году город вошёл во Французское королевство.
- Город был важным индустриальным центром в XIX веке.
- В 1871 году Фолькемон по франкфуртскому договору отошёл к Германской империи и получил германизированное название Falkenberg. В 1918 году после поражения Германии в Первой мировой войне вновь вошёл в состав Франции в департамент Мозель.
- Во время Второй мировой войны город был вновь аннексирован нацистской Германией и освобождён лишь 4 декабря 1944 года, две недели спустя после освобождения Меца.[1]

## Демография
По переписи 2008 года в коммуне проживало 5507 человек.	

## Достопримечательности
- Следы древнеримского тракта.
- Следы галло-романской культуры, в особенности гончарного производства.
- Развалины замка Фолькемон.
- Церковь святого Николая в Шемри, конец XVII века.
- Линия Мажино, укрепрайон Фолькемон в окрестностях города.

## Известные уроженцы
- Йозеф Франц Серафим Альшауский (нем. Josef Franz Serafim Alschausky; 1879—1948 — немецкий тромбонист и композитор.